# هرنهیل
هرنهیل (به انگلیسی: Hernhill) یک روستا و محله مدنی در بریتانیا است که در Swale واقع شده‌است. هرنهیل ۶۹۲ نفر جمعیت دارد.